# Yunaika Crawford
Yunaika Crawford Rogert (Marianao, 2 novembre 1982) è un'ex martellista cubana, bronzo ai Giochi olimpici di Atene 2004.

## Palmarès
| Anno | Manifestazione      | Sede                | Evento              | Risultato | Misura  | Note                          |
| ---- | ------------------- | ------------------- | ------------------- | --------- | ------- | ----------------------------- |
| 1998 | Mondiali juniores   | Annecy              | Lancio del martello | 9ª        | 56,01 m |                               |
| 1999 | Mondiali under 20   | Bydgoszcz           | Lancio del martello | Argento   | 57,56 m |                               |
| 2000 | Mondiali juniores   | Santiago del Cile   | Lancio del martello | Bronzo    | 59,98 m |                               |
| 2001 | Campionati CAC      | Città del Guatemala | Lancio del martello | Oro       | 58,68 m |                               |
| 2003 | Giochi panamericani | Santo Domingo       | Lancio del martello | Argento   | 69,57 m |                               |
| 2003 | Mondiali            | Parigi              | Lancio del martello | 19ª       | 64,59 m |                               |
| 2004 | Olimpiadi           | Atene               | Lancio del martello | Bronzo    | 73,16 m | Miglior prestazione personale |
| 2005 | Campionati CAC      | Nassau              | Lancio del martello | Argento   | 66,75 m |                               |
| 2005 | Mondiali            | Helsinki            | Lancio del martello | 25ª       | 63,79 m |                               |
| 2006 | Giochi CAC          | Cartagena de Indias | Lancio del martello | Argento   | 67,88 m |                               |
| 2007 | Mondiali            | Osaka               | Lancio del martello | 11ª       | 67,56 m |                               |
| 2008 | Campionati CAC      | Cali                | Lancio del martello | Argento   | 69,03 m |                               |
| 2008 | Olimpiadi           | Pechino             | Lancio del martello | 30ª       | 66,16 m |                               |